# Rozkład warunkowy
Rozkład warunkowy – rozkład prawdopodobieństwa zmiennej losowej {\displaystyle X} przy ustalonej wartości zmiennej losowej {\displaystyle Y} (np. jako funkcja tej wartości).